# Meu Passado Me Condena 2
Meu Passado Me Condena 2 é um filme de comédia brasileiro, dirigido por Júlia Rezende e estrelado por Fábio Porchat e Miá Mello, e lançado nos cinemas brasileiros em 2 de julho de 2015.

## Elenco
- Fábio Porchat - Fábio Clóvis Meirelles
- Miá Mello - Miá Meirelles
- Inez Vianna - Suzana Mello
- Marcelo Valle - Wilson Mello
- Antônio Pedro - Vô Nuno
- Ricardo Pereira - Álvaro
- Mafalda Rodiles - Ritinha
- Rafael Queiroga - Cabeça
- Ernani Moraes - Seu Rubens (pai de Fábio)
- Jorge de Sá - Chefe
- Lucas Mota - Fábio (jovem)
- Marcelo Rodrigues Filho - Álvaro (jovem)

## Produção
O filme começou a ser gravado em novembro de 2014; as primeiras cenas foram rodadas em Portugal. O elenco partiu do Rio de Janeiro para a Europa, onde rodaram as primeiras filmagens, e terminaram em dezembro de 2014 no Rio de Janeiro.

## Recepção
Meu Passado Me Condena 2 teve recepção geralmente desfavorável por parte da crítica especializada. Com base de 12 revisões da imprensa, alcançou uma pontuação de 2,0 no AdoroCinema.
Da Folha de S.Paulo, Alexandre Agabiti Fernandez publicou uma avaliação negativa, dizendo: "Com uma história frouxa, personagens caricatos, roteiro sem ousadia, piadas estereotipadas e uma direção no piloto automático, o filme afunda na mediocridade."
Do Cinema com Rapadura, David Arrais: "Curiosamente, os poucos momentos em que é possível dar alguma risada são aqueles em que os atores, principalmente Porchat, parecem livres para trabalhar com o que tem de melhor, o improviso. Até mesmo o veteraníssimo comediante Antônio Pedro parece engessado com o fraco material que tem nas mãos."
Do Jornal O Globo, Daniel Schenker: "As poucas diferenças não favorecem esse novo (?) filme. O registro de humor bate na tela de forma mais exagerada, o roteiro reúne situações previsíveis, e a mensagem final é dispensável."
Em análise para o CineClick, Edu Fernandes deu uma avaliação positiva: "Além dos bons temas, o roteiro procura por soluções dramáticas criativas que não sejam tão parecidas com as usadas em filmes e seriados estadunidenses, mas que também não sejam tão esdrúxulas a ponto de causar estranhamento".
Do Cineweb, Alysson Oliveira deu um comentário negativo: "O fiapo de narrativa que gruda uma cena à outra faz parecer uma sitcom de televisão alongada – excessivamente alongada, aliás, sem assunto para se sustentar em quase duas horas."